# Stadtmauern von Ferrara

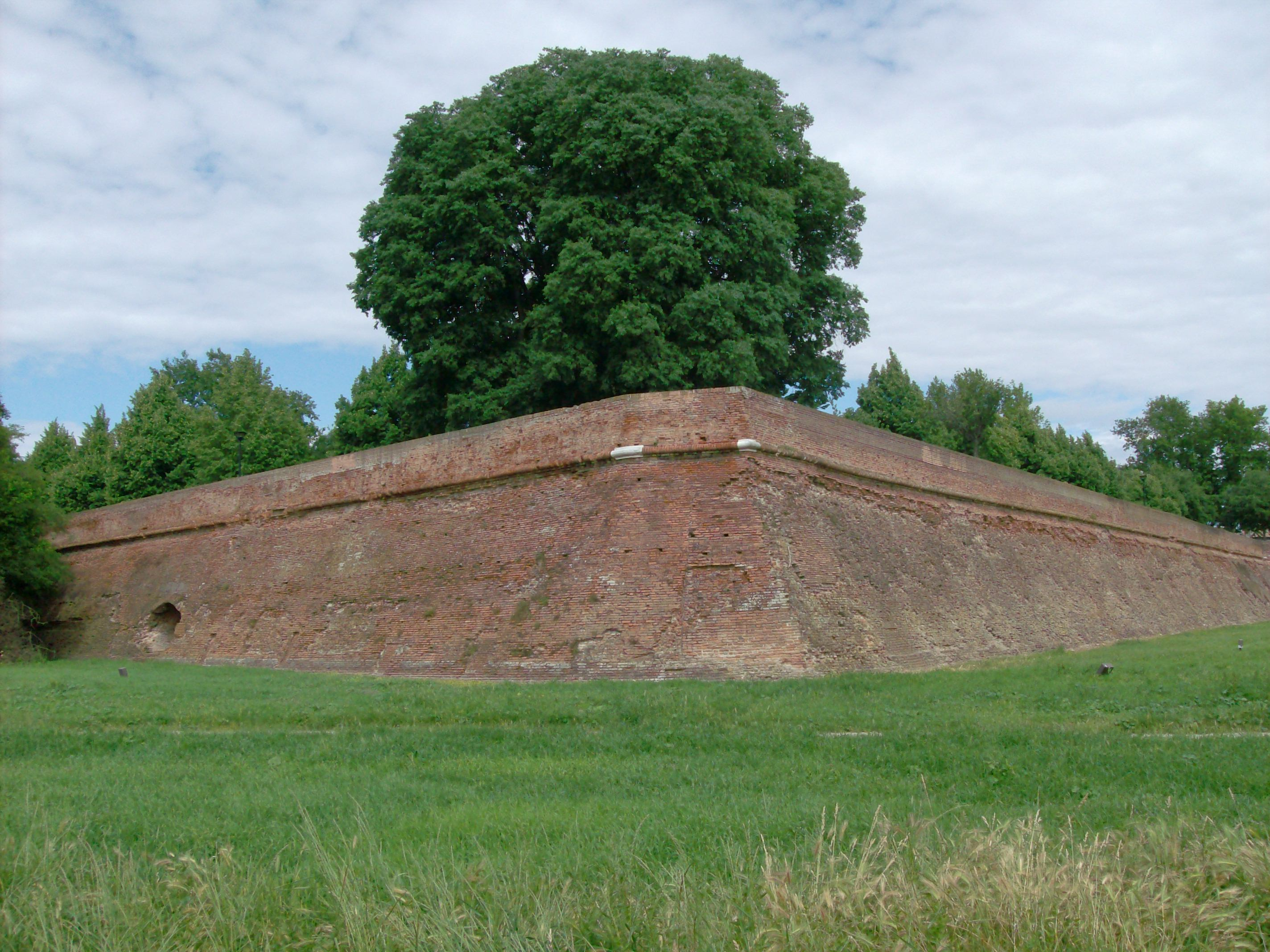
Bastion S. Tommaso

Die Stadtmauern von Ferrara sind eine Befestigungsanlage, welche die Stadt der Este ursprünglich auf einer Gesamtlänge von etwa 13 Kilometern vollständig umgaben. Heute hat sich diese Länge auf etwa 9 Kilometer reduziert. Ihr Bau begann im Mittelalter, und während der Renaissance wurden sie zwischen dem 15. und 16. Jahrhundert den neuen militärischen Anforderungen angepasst und umgebaut.

## Geschichte
Die ersten Befestigungsanlagen zum Schutz einer Flussfähre in Ferrara wurden von den Byzantinern um das 6. Jahrhundert herum errichtet, und später wurden im 10. Jahrhundert von Tedaldo di Canossa weitere Verteidigungsmauern zum Schutz einer zweiten Fähre hinzugefügt.
Später, als die neue Kathedrale nördlich der bestehenden Basilika gebaut wurde, erhielten die Mauern ihre erste organisierte Verteidigungsform im Norden des neuen Stadtzentrums, und auch ihre Ausdehnung wurde erweitert. Im Jahr 1314 umfassten die Mauern auch das Viertel von Borgo Vado, und es entstanden die ersten Abschnitte der Ringmauern aus Ziegel. Historiker verweisen auf ein damaliges Tor in der Gegend, das der heutigen Via Ripagrande entspricht.
Das prestigeträchtigste Tor war Ende des 15. Jahrhunderts die Porta degli Angeli im nördlichen Teil der Stadtmauer, durch die illustre Gäste, aber auch die Herzöge, die Stadt betraten. Durch dieses Tor verließ beispielsweise Cesare d’Este 1598 die Stadt, als er die Hauptstadt nach Modena verlegte und Ferrara an den Kirchenstaat zurückgab. Die Porta degli Angeli ist jedoch nicht die einzige aus dieser Zeit: Ferrara konnte von Süden durch die Porta Paola und von Osten durch die Porta San Giovanni betreten werden.
Entlang des gesamten Mauerrings sind Bastionen erhalten, von denen einige nicht mehr vollständig vorhanden sind. Sie dienten der Verteidigung gegen Belagerungen mit Feuerwaffen und waren von Gräben umgeben, die heute nicht mehr sichtbar sind, waren mit Schießscharten ausgestattet und zeigen noch die Form eines Sporns oder einer Pike. Sie sind hauptsächlich im südlichen Teil der Mauern zu finden. Im Jahr 2020 wurde die Restaurierung der Bastion dell’Amore entlang der südlichen Mauern mit einer umfassenden archäologischen Untersuchung des betreffenden Bereichs abgeschlossen.

## Erweiterung von Niccolò II
Im Jahr 1385 beauftragte Niccolò II.  d’Este Bartolino Ploti mit dem Bau einer Festung im Norden, dem Castello di San Michele, und so umschlossen die Verteidigungsmauern bald ein größeres Gebiet im Norden, das der heutigen Viale Cavour und dem Corso della Giovecca entspricht.

## Erweiterung von Borso d’Este
Unter Borso d’Este reichte die Ausdehnung des von den Mauern geschützten Gebiets bis zur Brücke San Giorgio im Südosten, wobei die alte Kathedrale vor den Mauern blieb.

## Stadterweiterung von Ercole I.
Unter Ercole I. d’Este wurden die nördlichen Mauern zwischen 1493 und 1505 im Rahmen des Baus der von Biagio Rossetti entworfenen Addizione Erculea größtenteils erhöht. Sie zeichnen sich durch halbrunde Türme und einen langen Patrouillenweg für Wachposten aus. Am nordwestlichen Ende befindet sich der Torrione del Barco. Ein wichtiges Beispiel für die Militärarchitektur im Übergang vom 15. zum 16. Jahrhundert. Bemerkenswert sind auch die Porta degli Angeli (Engelstor) im Norden und der Torrione di San Giovanni (Johannesturm) im Osten, dessen runde Struktur typisch für die Architektur der Renaissance ist. Auf dem nahe gelegenen Platz steht eine Kopie einer Statue von Giorgio de Chirico.

## Festung

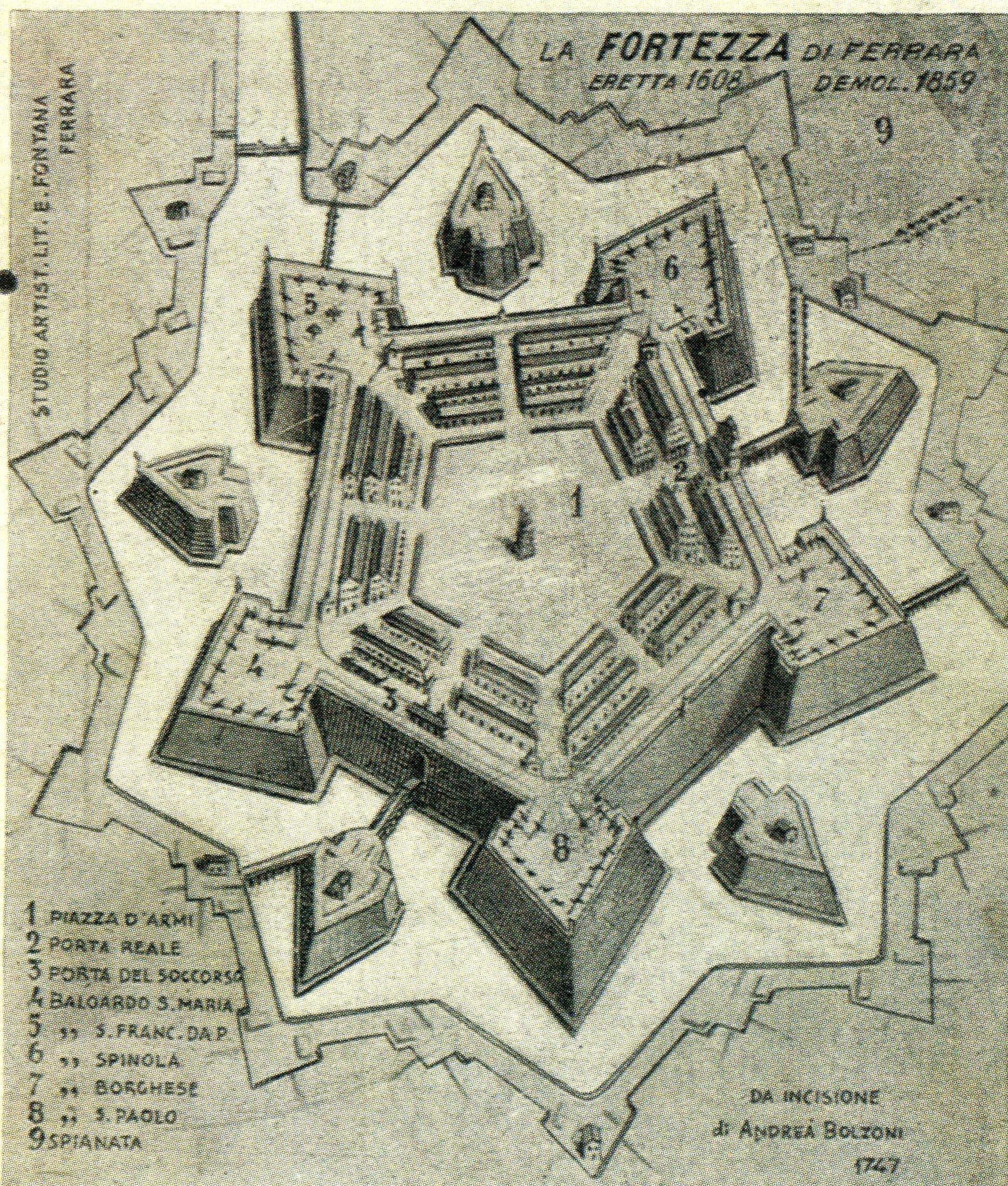
1608 von Papst Paul V. erbaute und 1859 zerstörte Festung

Die Festung von Ferrara hatte einen fünfeckigen, sternförmigen Grundriss und wurde 1608 von Papst Paul V. nach der Abtretung von Ferrara errichtet. Sie befand sich im Südwesten der Stadt und unterbrach in diesem Bereich den Verlauf der historischen Stadtmauern. Ihr Bau führte zum Verlust der prächtigen Delizie estensi di Belvedere. Die Festung wurde während der französischen Herrschaft 1805 teilweise zerstört und schließlich um 1860, mit dem Fall des Kirchenstaates, von der provisorischen Regierung von Ferrara abgebrochen.

## UNESCO-Welterbestätte

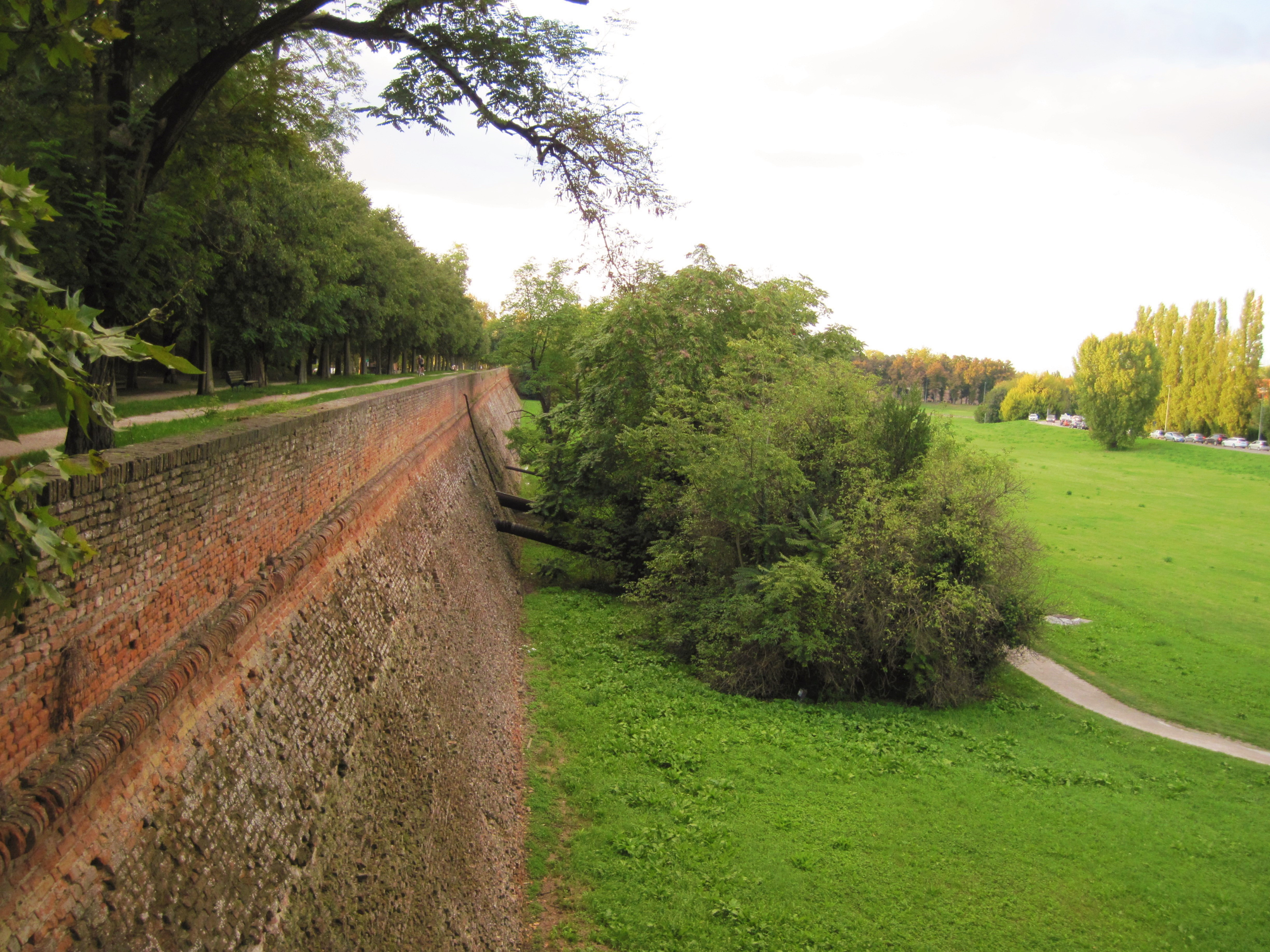
Mauerabschnitt an der Bastion della Montagna

Die Stadtmauern von Ferrara werden bei den Kriterien für die Aufnahme in die Liste des UNESCO-Welterbe  ausdrücklich erwähnt, wenn von Mauern und Festungen die Rede ist, so wie dies auch in Berlin (1995) und Marrakesch (1999) der Fall war.

## Mauern als Grünfläche
Die Stadtmauern von Ferrara sind nicht nur ein militärisches Bauwerk, sondern haben sich im Laufe der Jahrhunderte zu einem großen Garten entwickelt, der den Renaissance-Stadtkern umgibt. Sie haben flache, grasbewachsene Flächen, lange Wege zwischen Baumreihen und Bereiche mit dichter waldähnlicher Vegetation.
Der verbleibende Teil der Festung in der Nähe der Viale 4 Novembre, der Bastion della Montagna, der Bastion di San Tommaso, die Montagnola in den Belfiore-Wällen und ein großer Teil der Strecke im Verlauf mit der Via dei Baluardi, im Süden der Stadt, sind echte Parks.